# Advice for the Young at Heart
Advice for the Young at Heart är låt av den brittiska gruppen Tears for Fears utgiven 1989. Den är komponerad av Roland Orzabal och Nicky Holland, och sjungen av Curt Smith. Den utgavs i februari 1990 som den tredje singeln från albumet The Seeds of Love.
Singeln nådde 36:e plats på brittiska singellistan och topp 40-placeringar i flera länder. I Irland blev den en topp 20-hit med en 15:e plats. Den låg en vecka  på Trackslistans 19:e plats i april 1990.

## Utgåvor
7" singel
1. "Advice for the Young at Heart" — 4:45
2. "Johnny Panic and the Bible of Dreams" — 4:16

12" singel
1. "Advice for the Young at Heart" — 4:49
2. "Johnny Panic and the Bible of Dreams" — 4:16
3. "Music for Tables" — 3:32

CD singel
1. "Advice for the Young at Heart" — 4:49
2. "Johnny Panic and the Bible of Dreams" — 4:16
3. "Music for Tables" — 3:32
4. "Johnny Panic And the Bible of Dreams" (instrumental) — 4:18

## Listplaceringar
| Lista(1989-1990)                             | Högsta placering |
| -------------------------------------------- | ---------------- |
| UK Singles Chart                             | 36               |
| Canada Singles Chart                         | 25               |
| Dutch Mega Top 100                           | 22               |
| French SNEP Singles Chart                    | 31               |
| German Singles Chart                         | 51               |
| Irish IRMA Singles Chart                     | 15               |
| Italian Singles Chart                        | 49               |
| U.S. Billboard Hot 100                       | 89               |
| U.S. Billboard Hot Adult Contemporary Tracks | 24               |